# Cho Sung-hoon
Cho Sung-hoon (* 3. April 1964) ist ein ehemaliger südkoreanischer Skilangläufer.

## Werdegang
Cho startete international erstmals bei den Olympischen Winterspielen 1984 in Sarajevo. Dort belegte er den 66. Platz über 30 km. Im folgenden Jahr lief er bei den nordischen Skiweltmeisterschaften in Seefeld in Tirol auf den 81. Platz über 15 km und auf den 69. Rang über 30 km. Anfang März 1986 holte er bei den Winter-Asienspielen in Sapporo die Silbermedaille mit der Staffel. Bei den Olympischen Winterspielen 1988 in Calgary kam er jeweils auf den 75. Platz über 30 km klassisch und 15 km klassisch und zusammen mit Hong Kun-pyo, Park Ki-ho und Jun Jeung-hae auf den 15. Platz in der Staffel. Seine letzten internationalen Rennen absolvierte er bei den Winter-Asienspielen 1990 in Sapporo. Dort gewann er erneut die Silbermedaille mit der Staffel.